# Dolichoderus obliteratus
Dolichoderus obliteratus é uma espécie de formiga do gênero Dolichoderus.